# Сан Уакин (река)
Сан Уакин (на английски: San Joaquin, на български известна и като Сан Хоакин) е река в западната част на САЩ, втората по големина в щата Калифорния, ляв приток на Сакраменто. Дължината ѝ е 589 km, а площта на водосборния басейн – ок. 45 000 km².
Река Сан Хоакин води началото си под името Южна Сан Хоакин, на 3358 m н.в., от западния склон на планината Сиера Невада, в източната част на щата Калифорния. До устието на десния си приток Северна Сан Хоакин тече в северозападна посока след което рязко завива на югозапад. В горното се течение е типична планинска река с бурно течение, като протича последователно през езерата Флорънс и Томас, язовира „Мамут“ и езерата Рейнджър, Къркхоф и Милертън. След изтичането си от последното излиза от планините, като постепенно завива на запад, а след това на север-северозапад и тече през южната част на Централната калифорнийска долина в широка и плитка долина. В най-долното си течение се съединява с реките Американ Ривър и Сакраменто, с които образува обща делта, чрез която се влива в северната част на залива Сан Франциско на Тихия океан, при град Антиок.
Водосборният басейн на река Сан Хоакин обхваща площ около 45 000 km², като на запад той граничи с водосборните басейни на река Салинас и други по-малки, вливащи се в Тихия океан, а на изток и юг – с водосборните басейни на множество малки реки вливащи се в безотточни езера или завършващи в планински падини на обширната безотточна област в западната част на САЩ. Основните и притоци са десни: Фресно (109 km), Мърсед (233 km), Туолумне (240 km), Станисло (154 km), Мокелемне (153 km).
Река Сан Хоакин има смесено дъждовно–снежно подхранване с ясно изразено пълноводие през пролетта и лятото, а през зимата често приижда в резултат от поройни дъждове във водосборният ѝ басейн. Среден годишен отток при град Вермалис (на 126 km от устието) 145 m³/s, минимален 0,85 m³/s, максимален 9200 m³/s. В средното и долното си течение голяма част от водите ѝ се отклоняват за напояване на обширните плантации в Централната калифорнийска долина. По време на пълноводие е плавателна е за плитко газещи речни съдове на 80 km от устието си. По бреговете на самата река няма големи селища, но в долината ѝ са разположени множество, предимно малки земеделски населени места.